# Молвијано Басо - Ла Мадона (Терамо)
Молвијано Басо - Ла Мадона (итал. Molviano Basso (La Madonna)) је насеље у Италији у округу Терамо, региону Абруцо.
Према процени из 2011. у насељу је живело 21 становника. Насеље се налази на надморској висини од 218 м.